# 葛城烏那羅
葛城 烏那羅（かつらぎ/かずらき の おなら、生没年不詳）は、古墳時代・飛鳥時代の豪族。名は烏奈良、小楢とも表記する。姓は臣。厩戸皇子（聖徳太子）の側近。

## 経歴
蘇我馬子が物部守屋を討った際、泊瀬部皇子（後の崇峻天皇）・厩戸皇子らと共に参陣した。崇峻天皇4年（590年）11月新羅討伐大将軍の一人として諸氏の臣・連を率いて裨将部隊2万余を領し、筑紫に在陣した（ただし実際に渡海はしていない）。
厩戸皇子が伊予国の温泉（いよのゆ、現在の道後温泉か）に行啓した折に、僧・恵慈と共に同行した「葛木臣」を葛城烏那羅のことであるとする説もある。
なお、飛鳥池遺跡からは「湯評伊波田人葛木部鳥」と書かれた木簡が出土している。